# پراگرسیو فولک
پراگرسیو فولک (انگلیسی: Progressive folk) یا پراگ فولک (به انگلیسی: prog folk) در ابتدا به شکلی از موسیقی فولک آمریکایی در دهه سی میلادی گفته می‌شد که رویکرد ترقی‌خواهانه داشت، اما به تدریج در بریتانیا به زیرگونه‌ای از فولک اطلاق شد که از قواعد سنتی موسیقی فولک فاصله گرفته و عناصر فرمی یا محتوایی تازه‌ای به کار می‌گرفت. پراگرسیو فولک زمینه را برای ظهور سایک فولک مهیا کرد و تأثیر مهمی نیز در گسترش پراگرسیو راک داشت.
از گروه‌های مهم این سبک می‌توان کامِس (Comus) را نام برد.